# Backbone (canção)
"Backbone" (estilizado em caixa alta) é um single do duo musical neerlandês Droeloe com participação especial da cantora Keeley Bumford, lançado em 26 de janeiro de 2018. A canção foi tocada em sua turnê intitulada The Choice We Face.

## Recepção
Em geral, a canção foi bem recebida pelos críticos. Katey Ceccarelli, do website EARMILK, escreveu que "[o] par estabeleceu rapidamente um som de assinatura que é ao mesmo tempo reconhecível e refrescante a cada versão subsequente, e 'BACKBONE' não é exceção", e adicionou que é "um destaque no future bass". Hunter Thompson, do Run the Trap, disse que "(...) é fácil ver por que DROELOE está na lista de "artistas para ouvir em 2018" de todos. Adicione os vocais suaves de Nevve e você terá um sucesso certificado". Rachel Narozniak, do Dancing Astronaut, afirma que "[o] vocal de Nevve é uma camada suave que DROELOE coloca no topo de sintetizadores extravagantes e estridentes". Travis McGovern, do site YourEDM, declarou que "[c]ombinando as intricadas qualidades vocais de Nevve com seu som único e exclusivo, DROELOE retorna com outro grande sucesso que fará você dançar e balançar a cada batida como a brisa do verão". Maxamillion Polo, do site Ones to Watch, acredita que "(...) [o] que torna o som de DROELOE tão atraente [é] a maneira pela qual eles trazem não apenas 'BACKBONE' à vida, mas o sentimento artístico que trazem à sua música eletrônica como um todo". Um escritor do site Wastechester acha que a canção é "ridiculamente brilhante".